# Метод короткого сна
Power nap, power napping (от англ. power — энергетический и nap, napping — короткий сон, дремота) — короткий сон, помогающий восстановить силы и снизить негативное воздействие от недосыпания. Термин ввел в 1990-х годах американский психолог Джеймс Маас, опубликовавший книгу «Power Sleep». В последующие годы изучению power nap, оказывающего положительное влияние на здоровье, самочувствие и когнитивные функции, было посвящено множество научных исследований.

## Суть метода
Оптимальная длительность для power nap составляет 10-30 минут и соответствует промежуточному состоянию между 1 и 2 стадиями медленного сна, характеризуясь появлением сонных веретён. Энергетический сон может использоваться для отдыха в середине дня либо во время рабочей ночной смены. Рекомендуемая продолжительность — 10-20 минут. При увеличении продолжительности сна растет и вероятность того, что после пробуждения вялость и сонливость будет чувствоваться еще больше по причине инерции сна. При обычном режиме (сон ночью, бодрствование днем) специалисты советуют дремать не позже 15 часов дня, чтобы вечером не столкнуться с проблемами засыпания. Быстрому восстановлению сил способствует правильный выбор места для power napping: желательно, чтобы в комнате был приглушенный свет, комфортная температура, спокойная обстановка, возможность принять удобное положение.
Существуют исследования, доказывающие, что хороший эффект дает употребление кофе или других, содержащих кофеин напитков, непосредственно перед сеансом power napping: кофеин попадает в кровь как раз через 20-30 минут, поэтому он не помешает заснуть, зато сразу после пробуждения поможет чувствовать себя максимально бодро. Таким образом, в сочетании с коротким сном кофеин действует эффективнее, чем сам по себе, поэтому такой «двойной заряд бодрости» рекомендуется, например, уставшим водителям.

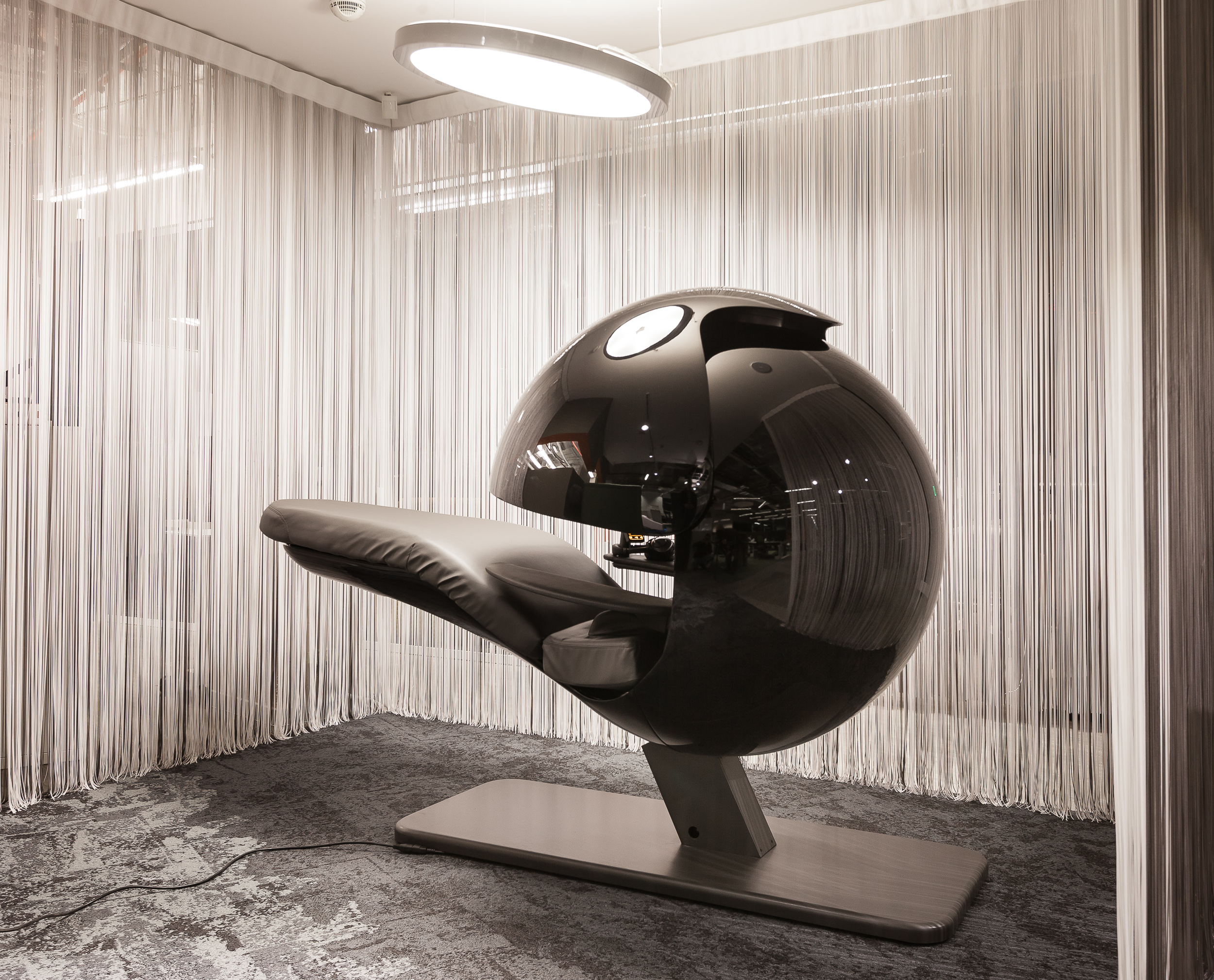
Капсула для power nap в офисе компании

## Позитивные эффекты
Power napping используется в качестве дополнения к обычному сну, особенно в условиях накопленного дефицита ночного сна. Короткий дневной сон положительно влияет на самочувствие и настроение, улучшает скорость реакции, память, внимательность и другие когнитивные функции. Power napping рассматривается в сфере управления персоналом как один из способов повышения производительности и снижения травматизма на предприятиях, а также как один из действенных методов уменьшения негативных эффектов работы в ночную смену и по плавающему графику. В компаниях, где есть комнаты для короткого сна или капсулы для сна, отмечается более высокая удовлетворенность сотрудников своей работой и более высокая продуктивность персонала. Также power napping помогает уменьшить вред от хронического недосыпания, с которым сталкивается большинство экономически активных людей.

## Комнаты и устройства для кратковременного сна
В организациях для энергетического сна могут использоваться специально оборудованные комнаты и капсулы. Они применяются, например, в учебных заведениях, помещениях для персонала медицинских организаций, офисах компаний и т.д. В комнатах для сна устанавливают кресла, бин-бэги или диваны, где можно лечь или принять удобное полулежачее положение. Более технологичное решение — капсулы для сна, разработчики которых предусматривают специальные системы аудио-визуальной стимуляции для оптимизации сессии сна, шумоподавление, функции массажа и другие опции, способствующие релаксации и погружению в дремоту. Капсулы для power napping используются в офисах Google, Procter & Gamble, Virgin Atlantic, Сбербанка, General Electric  и др.
Также имеется ряд мобильных приложений для power napping. В них можно вести историю сна, задавать собственные настройки, которые помогут организовать энергетический сон: например, Pillow (iOS), lemmenap (iOS), Pzizz (Android, iOS), Power Nap App (iOS) и другие.

## Исторические личности, практиковавшие метод
Альберт Эйнштейн
Леонардо да Винчи
Наполеон Бонапарт
Сальвадор Дали
Уинстон Черчилль
Томас Эдисон
Джон Кеннеди
Виталий Кличко